# القانون في أوروبا

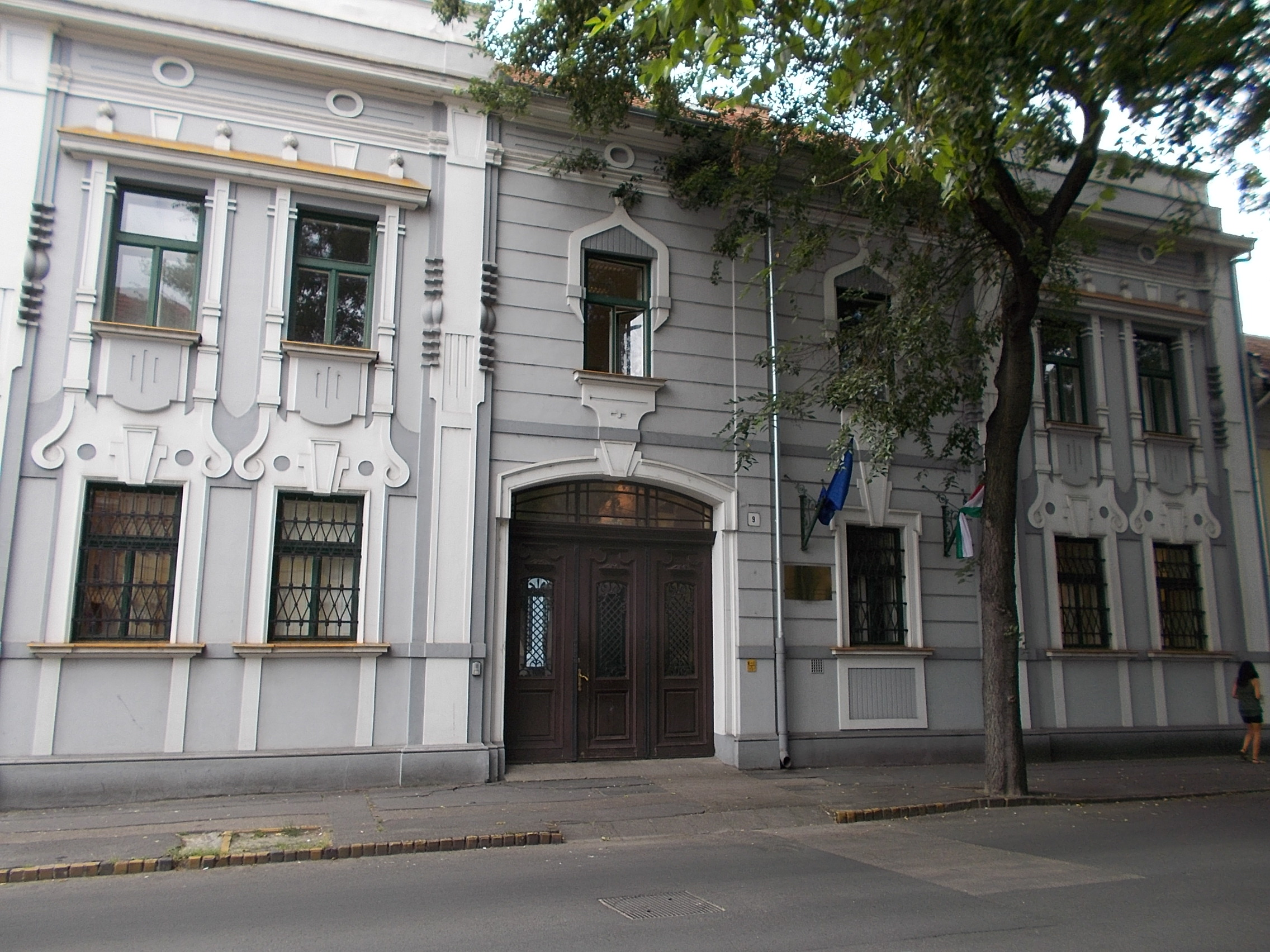
بيت موثق بحماية في شارع Batthyány ، Kecskemét المجر

قانون أوروبا هو قانون متنوع وسريع التغير اليومي. حيث شهدت أوروبا ولادة كل من الإمبراطورية الرومانية والإمبراطورية البريطانية ، اللتين تشكلان أساس الشكلين المهيمنين للنظام القانوني للقانون الخاص ، القانون المدني والقانون العام.

## التاريخ
لقانون أوروبا تاريخ متنوع حيث خضع القانون الروماني لتدوين كبير في قانون جستنيان للإمبراطور جستنيان ، كما تم تطويره لاحقًا عبر العصور الوسطى من قبل علماء القانون في العصور الوسطى. في إنجلترا في العصور الوسطى ، احتفظ القضاة بسلطة أكبر من نظرائهم القاريين وبدأوا في تطوير مجموعة سابقة. . كان القانون المدني في الأصل نظامًا قانونيًا شائعًا في معظم أنحاء أوروبا ، ولكن مع صعود القومية في بلدان الشمال في القرن السابع عشر وفي وقت قريب من الثورة الفرنسية ، أصبح منقسما إلى أنظمة وطنية منفصلة. تم إحداث هذا التغيير من خلال تطوير رموز وطنية منفصلة ، والتي كان قانون نابليون الفرنسي والرموز الألمانية والسويسرية الأكثر تأثيرًا في هذا الوقت تقريبًا ، حيثُ أدرج القانون المدني العديد من الأفكار المرتبطة بالتنوير.
يستند قانون الاتحاد الأوروبي إلى مجموعة مقننة من القوانين المنصوص عليها في المعاهدات. ومع ذلك ، يختلط القانون في الاتحاد الأوروبي مع سابقة في السوابق القضائية لمحكمة العدل الأوروبية. وفقًا لتاريخها ، يعتمد تفسير القانون الأوروبي بدرجة أقل على اعتبارات السياسة من قانون الولايات المتحدة.

## القانون فوق الوطني
- مجلس أوروبا
- قانون الاتحاد الأوروبي
- الاتفاقية الأوروبية لحقوق الإنسان